# Charles City
Charles City és una població dels Estats Units a l'estat d'Iowa. Segons el cens del 2000 tenia 7.812 habitants.

## Demografia
Segons el cens del 2000, Charles City tenia 7.812 habitants, 3.339 habitatges, i 2.083 famílies. La densitat de població era de 490,4 habitants per km².
Dels 3.339 habitatges en un 27,5% hi vivien nens de menys de 18 anys, en un 48,3% hi vivien parelles casades, en un 10,6% dones solteres, i en un 37,6% no eren unitats familiars. En el 34,1% dels habitatges hi vivien persones soles el 18,7% de les quals corresponia a persones de 65 anys o més que vivien soles. El nombre mitjà de persones vivint en cada habitatge era de 2,22 i el nombre mitjà de persones que vivien en cada família era de 2,82.
Per edats la població es repartia de la següent manera: un 23,2% tenia menys de 18 anys, un 7,3% entre 18 i 24, un 23,5% entre 25 i 44, un 21,9% de 45 a 60 i un 24,1% 65 anys o més.
L'edat mediana era de 42 anys. Per cada 100 dones de 18 o més anys hi havia 79,8 homes.
La renda mediana per habitatge era de 30.568 $ i la renda mediana per família de 38.297 $. Els homes tenien una renda mediana de 29.536 $ mentre que les dones 19.904 $. La renda per capita de la població era de 16.659 $. Entorn del 8,5% de les famílies i l'11,2% de la població estaven per davall del llindar de pobresa.

## Poblacions més properes
El següent diagrama mostra les poblacions més properes.